# Karolina Kędziora
Karolina Kędziora (ur. 27 października 1975) – polska radczyni prawna i działaczka społeczna zaangażowana w działalność na rzecz osób dyskryminowanych.

## Życiorys
Pochodzi ze Skierniewic. Absolwentka Wydziału Prawa i Administracji oraz Szkoły Prawa Amerykańskiego na Uniwersytecie Warszawskim oraz Szkoły Praw Człowieka przy Helsińskiej Fundacji Praw Człowieka
W latach 2003–2006 prawniczka Helsińskiej Fundacji Praw Człowieka. Certyfikowana trenerka antydyskryminacyjna. W 2009 prawniczka w Polskim Związku Niewidomych. W latach 2009–2012 prawniczka programu „Avon kontra przemoc” – telefonu interwencyjnego dla ofiar przemocy w rodzinie, Fundacji Feminoteka. W latach 2009–2012 wykładowczyni podyplomowych studiów „Gender mainstreaming” i w latach 2013–2017 „Gender studies” Polskiej Akademii Nauk. W 2011 szkoliła na temat praw człowieka przedstawicieli powstających w Libii organizacji społeczeństwa obywatelskiego. Od 2016 członkini Komisji Prawa Człowieka przy Krajowej Radzie Radców Prawnych. Prezeska (2007–2011 i od 2017) oraz wiceprezeska (2011–2017) Polskiego Towarzystwa Prawa Antydyskryminacyjnego.
Autorka publikacji na temat różnych aspektów dyskryminacji. Nominowana do nagrody Profesjonaliści Forbesa 2013 w kategorii radca prawny. W 2018 laureatka nagród – I wyróżnienia w konkursie „Prawnik Pro Bono 2017” organizowanym przez Centrum Pro Bono i Rzeczpospolitą, oraz „Złotego Paragrafu dla najlepszego Radcy Prawnego 2017” Dziennika Gazety Prawnej za „wieloletnie działania na rzecz osób dyskryminowanych i organizacji pozarządowych”.

## Publikacje
- Karolina Kędziora, Krzysztof Śmiszek, Dyskryminacja i mobbing w zatrudnieniu, Warszawa: C.H. Beck, 2008, 2010.
- Karolina Kędziora, Inspirator równościowy: poradnik dla usługodawców warszawskich z zakresu prawa i polityki antydyskryminacyjnej, Warszawa: Instytut Spraw Publicznych, 2012.
- Zofia Jabłońska (red.), Karolina Kędziora, Maciej Kułak, Krzysztof Śmiszek, Ustawa o wdrożeniu niektórych przepisów UE w zakresie równego traktowania. Komentarz, Warszawa: Wolters Kluwer Polska, 2016